# Jaane Tu Ya Jaane Na
Treść tego artykułu może nie być zgodna z zasadami neutralnego punktu widzenia.
Dokładniejsze informacje o tym, co należy poprawić, być może znajdują się w dyskusji tego artykułu.
 Po wyeliminowaniu niedoskonałości należy usunąć szablon [[Szablon:Dopracować|]] z tego artykułu.
Jaane Tu ... Ya Jaane Na, hindi: जाने तू ... या जाने ना, urdu: جانے تو یا جانے نا (Cokolwiek wiesz...lub nie”) – bollywoodzka komedia miłosna z 2008 roku, debiut scenarzysty Jestem przy tobie czy Maqboola Abbasa Trewali. W filmie debiutuje bratanek Aamir Khana, który jest producentem filmu. Towarzyszy mu Genelia D’Souza. Film cieszy się dużą popularnością widzów indyjskich i uznaniem krytyki. Muzykę do niego skomponował sławny A.R. Rahman. Tematem filmu są perypetie młodej pary, której trudno rozpoznać, że łącząca ich od lat przyjaźń jest miłością. Film ma formę opowiadanej komuś historii. Na zmianę to jesteśmy wśród osób opowiadających sobie o losach rozmijających się bohaterów, to towarzyszymy ich przeżyciom. Tematem filmu są też relacje bohaterów z rodzicami, wpływ ich na to, jak spostrzegają siebie i innych, a także relacja bohaterki z bratem.
Debiut Imran Khana, który jako dziecko zagrał młodego Aamir Khana w filmach Jo Jeeta Wohi Sikandar i Qayamat Se Qayamat Tak, został przez krytyków w „Movie Talkies” skomentowany słowami: „Narodził się nowy Khan” (a new Khan is born).

## Fabuła
Paczka przyjaciół czekająca na kogoś na bombajskim lotnisku opowiada historię Jaia Singha Rathore (Imran Khan) i zaprzyjaźnionej z nim od lat Aditi (Genelia D’Souza). Osierocony w dzieciństwie przez ojca (Naseeruddin Shah) Jai wychowywany jest przez matkę (Ratna Pathak) w atmosferze zaufania, wolności i przyjacielskiego wspierania siebie wzajemnie. Matka dąży do tego, by żył on zgodnie z zasadą, którą mu pozostawił umierający ojciec – unikając za wszelką cenę przemocy. Ale rozumiejąca się z nim w pół słowa, otoczona jego opieką Aditi to osoba waleczna, wręcz zadziorna. Imponują jej mężczyźni o typie wojownika. Kogoś takiego Jai zna tylko ze swoich snów. Nie rozumie skąd w jego snach tajemnicza postać jeźdźca mknącego przez pustynię z obnażoną szablą. Przyjaźń między Jaiem i Aditi zostaje wystawiona na próbę, gdy jej rodzice przekonani o łączącej ich miłości, zaczynają aranżować ich małżeństwo. Młodych oburza ten pomysł. U swojego boku wyobrażają sobie kogoś innego. Postanawiają siebie wzajemnie uszczęśliwić pomagając sobie w znalezieniu osób, które zechcą obdarzyć miłością. Aditi szuka żony dla Jaia, Jai męża dla Aditi.

## Obsada
- Imran Khan ... Jai Singh Rathore (‘Rats’)
- Genelia D’Souza ... Aditi Mahant (‘Meow’)
- Karan Makhija ... Ravindran (‘Rothlu’)
- Nirav Mehta ... Jignesh Patel (‘Jiggy’)
- Alishka Varde ... Sandhya (‘Bombs’), Rothlu dziewczyna
- Sugandha Garg ... Shaleen (Shali)
- Prateik Babbar ... Amit Mahant, Aditi brat
- Renuka Kunzru ... Mala, Jiggy dziewczyna
- Manjari Phadnis ... Meghna, Jaia dziewczyna
- Ayaz Khan ... Sushant Modi, Aditi narzeczony
- Anuradha Patel ... matka Aditi
- Jayant Kripalani ... ojciec Aditi
- Ratna Pathak Shah ... Savitri Rathore, Jaia matka
- Naseeruddin Shah ... Amar Singh Rathore, Jaia ojciec
- Kitu Gidwani ... Sheila, matka Meghny
- Rajat Kapoor ... Mahesh, ojciec Meghny
- Arbaaz Khan ... Bhaloo
- Sohail Khan ... Bhaggera
- Paresh Rawal ... inspektor Waghmare

## Muzyka i piosenki
Autorem muzyki jest sławny tamilski kompozytor filmowy A.R. Rahman, który skomponował też muzykę do takich filmów jak: Roja, Rangeela, Kisna, Swades, Yuva, Water, Rebeliant, Rang De Basanti, Guru, Dil Se, Nayak: The Real Hero, Saathiya, Lagaan, Taal, Zubeidaa, Earth, Tehzeeb, The Legend of Bhagat Singh, Bombay, Kannathil Muthamittal, Boys czy Dil Ne Jise Apna Kahaa. Zaprezentował ja po raz pierwszy producent filmu i znany aktor Aamir Khan 20 maja 2008.
| Song                             | Singer(s)                                                                       | Duration |
| -------------------------------- | ------------------------------------------------------------------------------- | -------- |
| Kabhi Kabhi Aditi Zindagi        | Rashid Ali                                                                      | 3:41     |
| Pappu Can’t Dance                | Benny Dayal, Naresh Iyer, Satish Chakravarthy, Aslam, Blaaze, Tanvi, Bhargavi   | 4:27     |
| Jaane Tu Mera Kya Hai (Aditi)    | Runa Rizvi                                                                      | 3:41     |
| Nazrein Milaana Nazrein Churaana | Benny Dayal, Satish Chakravarthy, Sayonara, Darshana, Svetha, Bhargavi, Anupama | 3:57     |
| Tu Bole, Main Boloon             | A.R. Rahman                                                                     | 4:36     |
| Kahin To Hogi Woh                | Rashid Ali, Vasundhara Das                                                      | 5:05     |
| Jaane Tu Meri Kya Hai (Jai)      | Sukhwinder Singh                                                                | 5:44     |
| Pappu Can’t Dance (Remix)        | Remix by Krishna Chetan                                                         | 4:27     |